# Waveland, Indiana
Waveland är en ort i Montgomery County i delstaten Indiana. Enligt 2020 års folkräkning hade Waveland 427 invånare.